# 列線交換ユニット
列線交換ユニット（れつせんこうかんユニット、英: Line replaceable unit, LRU）とは1つ以上の機能を持つ機器がパッケージ化された部品である。
これは、整備の作業員の負担を減らすため開発・設計されたもので、機器の構成は容易に交換できるようにモジュール式となっており、機器の交換が容易となっている。
従来は機器の交換などは複雑で整備などに多くの時間がかかり、稼働率の低下を避けるためには整備人員の数が多く必要であったが、このユニットの採用により異常のあった機器のみを交換するだけで済み、容易に稼働率をあげることが可能となっている。最近ではデジタル化が進んだことで自己診断装置 (BIT)が一般化し、動作不良や異常などをレポートするためあらかじめ必要なユニットを準備し直ちに交換することができるようになり、より短時間で整備が行えるようになった。このため、短時間で整備できかつ安全性の向上が図れることなどから1970年代より特に航空分野などで一般に使われるようになった。
また、ユニット単位であるがゆえに予備部品などの管理が簡略化でき、動作不良や異常で取り外したユニットを修理メーカーに送ればいいので整備員の訓練などが簡単になるという利点もある。ただし、ユニットの部品の寿命が短い・ユニットの予備の不足などの問題があると共食い整備などによって稼働率が下がるという問題もある。